# تیجا
تیجا (به هندی: Tejaa) فیلمی محصول سال ۱۹۹۰ و به کارگردانی رامش پوری است. در این فیلم بازیگرانی همچون سانجی دات، کیمی کتکار، پانت ایثار، آمریش پوری، بینا بانرجی، کارانویر بوهرا ایفای نقش کرده‌اند.